# 革新統一
革新統一（かくしんとういつ）とは、1960年代から1970年代前半の日本で、日本社会党と日本共産党を主とする革新勢力の候補者を統一した選挙運動・体制である。（詳細は社共共闘）

## 「革新三目標」
協定の骨子は、基本的には「革新三目標」と呼ばれており、
1. 安保条約に反対し、平和・中立の日本を実現する
2. 憲法改悪に反対し、民主主義を守る
3. 増税・福祉切捨てに反対し、国民生活を守る

の三つに要約される。
また一般に付帯原則として、「暴力学生」は含めないことが取り決められた。この点、社会党は「暴力学生」を友軍と見る場合もあったが、共産党は統一戦線の破壊者として厳しく批判した。全国レベルでの統一協定は締結されず、また議会選挙での候補者調整は行われなかった。

## 略史
1960年代後半か1970年代前半にかけて、都道府県知事・市町村長選挙について、日本社会党と日本共産党を主とする革新勢力の統一協定が結ばれ、革新自治体が誕生した。母体として「明るい革新都政を作る会」などを結成し、シンボルマークを作って選挙に臨んだ。
1970年代後半に、東京都の部落解放同盟（解同）の抗議運動、革新市長会のリーダーだった横浜市長飛鳥田一雄の日本社会党委員長転身による横浜市長辞任などをきっかけに革新都政が動揺を来たし、社共の不和が目立ち始め、例外を除いて多くの地方で社共共闘は解消された。
1980年の「社公合意」で社会党と共産党の決裂は決定的なものとなり、その後社会党は社公民路線を経て相乗りオール与党体制に取り込まれていき、この路線は社会民主党・民主党にも引き継がれている。共産党は「平和・民主・革新の日本をめざす全国の会」（全国革新懇）に参加、無党派との共同を主眼とした独自の革新共闘構築の路線を歩んでいく。
沖縄については早い段階で「沖縄革新共闘会議」が結成され、屋良朝苗、平良幸市、喜屋武真栄らを輩出してきた。他党の調整をしている沖縄社会大衆党（社大党）の努力もあり、多くの野党を結集する革新共闘が現在も残っている。
2015年頃から共産党は、民主党や社民党に接近し、「野党共闘」の名の下に選挙協力や法案共同提出などを行っている。2016年には社民党大会において初めて日本共産党中央委員会幹部会委員長・志位和夫が出席した。